# Zaniklé objekty Lednicko-valtického areálu
Lednicko-valtický areál je krajinný celek v okrese Břeclav, od prosince 1996 zapsaný na Seznamu světového kulturního dědictví UNESCO. Kromě známých a hojně navštěvovaných památek, jako jsou zámky Lednice a Valtice, minaret či Janův hrad, se v areálu nacházela řada dnes již neexistujících objektů.

## Zaniklé objekty
- Čínský pavilon
- Dřevěné domky
- Gloriet
- Gotický dům
- Holandský domek s přístavištěm
- Chrám múz
- Chrám slunce (Dianin chrám)
- Kačenárna u Lanštorfa
- Katzelsdorfská myslivna
- Labutí jezero
- Labyrint
- Lázně
- Most přes Starou Dyji

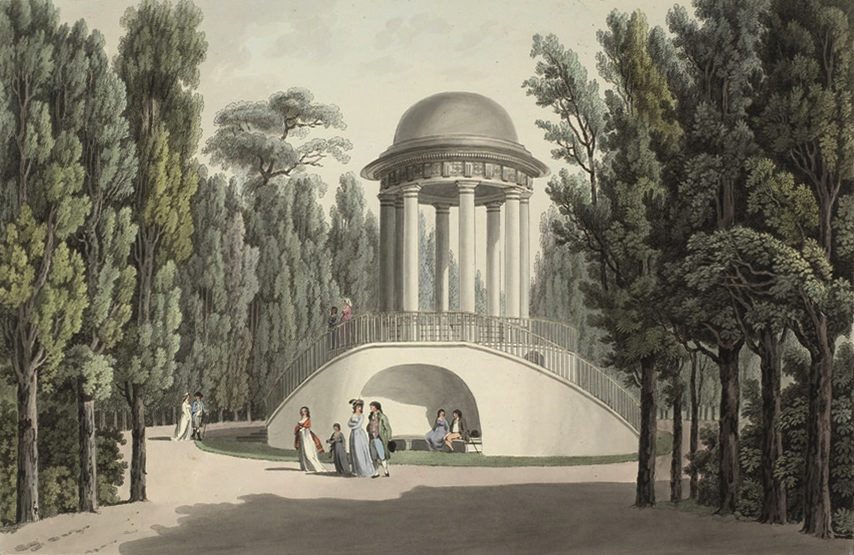
Chrám slunce (Dianin chrám), malba Laurenze Janschy, asi 1800

- Obelisk – z původních čtyř se zachoval jeden
- Obora
- Ovčárna Hubertka
- Sallet